# Operacja Trust
Operacja Trust – największa operacja w historii tajnych służb przeprowadzona w latach 1921–1926, kompromitująca służby wywiadowcze kilku krajów, w tym wywiad Polski. Przerwana w 1927 roku przez służby ZSRR, zadowolone z jej efektów. Operacja Trust była tak doskonałą mistyfikacją, że jej ofiarą padł nawet najbardziej doświadczony szpieg brytyjskiego wywiadu Sidney Reilly.

## Geneza
Po zwycięstwie w wojnie domowej w Rosji, bolszewicy potrzebowali okresu spokoju, aby umocnić zdobytą władzę i zbudować państwo oparte na wyznawanej ideologii. Ważnym czynnikiem w budowie Związku Socjalistycznych Republik Radzieckich była operacja wywiadowcza, której nadano kryptonim „Trust”. Jej pomysłodawcą był Feliks Dzierżyński, Wiaczesław Mienżynski lub Wiktor Steckiewicz. Operacja przeprowadzona w latach 1921–1926 zadała cios nie tylko opozycji w postaci „białej” emigracji rosyjskiej, ale przede wszystkim skompromitowała służby wywiadowcze wielu państw, w tym wywiad Polski.
W 1921 roku w Moskwie grupa carskich urzędników i oficerów założyła tajną organizację o nazwie Monarchistyczna Organizacja Centralnej Rosji (MOCR). Po jej wykryciu przez tajną policję Czeka, kierowaną przez Feliksa Dzierżyńskiego, zadecydowano, aby jej nie likwidować, lecz przejąć nad nią kontrolę. Stało się to możliwe po zatrzymaniu carskiego oficera Aleksandra Jakuszewa, członka MOCR. W obawie utraty życia zgodził się on na współpracę z tajną policją. To zadecydowało, że cała organizacja MOCR została opanowana przez agentów. Wpływowych członków MOCR zastąpiono ludźmi podstawionymi przez służby. Wymyślono strukturę organizacyjną i sieć nieistniejących placówek terenowych. Tajną organizacją MOCR kierowali czekiści: Andrzej Zajonczkowski, Nikołaj Potapow i Aleksandr Opperput. Między innymi dzięki oficerowi Arturowi Artuzowowi udało się agentom GPU przekonać zagranicę, że w ZSRR działa potężna organizacja opozycyjna, która dzięki pomocy z zewnątrz będzie w stanie odzyskać władzę w Rosji. Emigrację rosyjską przekonano, że władza czerwonych jest tymczasowa, a naród rosyjski jest wrogo do niej nastawiony.
Wsparcie finansowe przeznaczone dla opozycji w ZSRR, w rzeczywistości zasilało budżet operacyjny GPU. Dodatkowo dzięki działalności agentów udało się skłócić emigrację rosyjską, skompromitować najbardziej wpływowych działaczy antykomunistycznych, a nawet poróżnić gen. Aleksandra Kutiepowa z gen. Piotrem Wranglem. W Berlinie, Paryżu i Warszawie założono ekspozytury o kryptonimie Żarmo. Agenci zażądali nawet 25 milionów dolarów za obalenie komunizmu w Rosji. Polityk Wasilij Szulgin pomimo tajnej wyprawy do ZSRR nie zorientował się, że padł ofiarą mistyfikacji i napisaną przez siebie książkę Trzy stolice konsultował nie z działaczami MOCR, lecz z podstawionymi czekistami.
Ofiarami operacji Trust oprócz rosyjskiej emigracji, padły służby wywiadowcze: Estonii, Finlandii, Czechosłowacji, Rumunii, Wielkiej Brytanii (utrata głównego agenta Sidneya Reilly'ego) i Polski. W Polsce w celu wyjaśnienia afery Trustu powołano specjalną komisję, która miała wyjaśnić skalę penetracji Oddziału II przez wywiad radziecki; w rzeczywistości komisja miała zatuszować aferę. Już w 1927 roku zakończyła swoją pracę i umorzyła postępowanie wyjaśniające.
Konsekwencją operacji Trust było zneutralizowanie białej emigracji rosyjskiej oraz głębokie zinfiltrowanie tajnych służb państw europejskich.